# La Cruz (Tamaulipas)
La Cruz es una comunidad localizada en el municipio de Nuevo Laredo en el estado mexicano de Tamaulipas. Según el censo INEGI del 2005, América tiene una población de 100 habitantes. Está a una altitud de 127 metros sobre el nivel del mar.